# Selaginella laxistrobila
Selaginella laxistrobila là một loài dương xỉ trong họ Selaginellaceae. Loài này được K.H. Shing mô tả khoa học đầu tiên năm 1993.